# Matilde de Alemania
Matilde de Alemania o Matilde de Sajonia (verano de 979 - Abadía de Brauweiler, noviembre de 1025) fue la tercera hija del emperador Otón II del Sacro Imperio Romano Germánico, y de su esposa, Teófano Skleraina.

## Vida
Poco después de su nacimiento, Matilde fue enviada a la abadía de Essen, donde su prima Matilde era abadesa, y donde fue educada. Se creía que Matilde se quedaría en la abadía y se convertiría en abadesa como sus hermanas mayores, Adelaida I de Quedlinburg y Sofía I de Gandersheim.
Sin embargo, llevaría una vida diferente de sus dos hermanas ya que se casó con el conde palatino Ezzo de Lotaringia. Según el historiador Tietmaro de Merseburgo, al hermano de Matilde, el emperador Otón III, no le gustaba la idea del matrimonio al principio. La familia le hizo grandes regalos a la pareja para asegurarles un nivel de vida adecuado. La emperatriz Teófano había consentido al matrimonio. Ezzo sacó Matilde de la abadía donde ella había estado viviendo toda su vida aunque la abadesa Matilde se había negado a dejarla ir. Leyendas contemporáneas románticas afirman que Ezzo había estado previamente enamorado en secreto de la joven Matilde.
Sin el consentimiento de la madre de Matilde, es posible que el matrimonio no se hubiera llevado a cabo. Es incluso probable que este matrimonio haya sido arreglado para consolidar el poder de Otón III. La familia tuvo vastas propiedades en el Bajo Rin y en Mosel. La madre de Ezzo descendía de los duques de Suabia, así que Ezzo reclamó estas tierras. Matilde las recibió de las posesiones de la dinastía sajona y se las entregó a su marido.

## Matrimonio e hijos
Ezzo y Matilde se casaron por amor y su matrimonio fue muy feliz. Tuvieron diez hijos:
- Liudolfo (c. 1000-10 de abril de 1031): conde de Zutphen.
- Otón (falleció en 1047): conde palatino de Lotaringia y luego duque de Suabia como Otón II.
- Germán II (995-1056): arzobispo de Colonia.
- Teófano (falleció en 1056): abadesa de Essen y de Gandersheim.
- Richeza (falleció el 21 de marzo de 1063): reina consorte de Polonia.
- Adelaida (falleció c. 1030): abadesa de Nivelles.
- Eduviges: abadesa de Neuss.
- Matilde: abadesa de Dielkirchen y Vilich.
- Sofía: abadesa de Santa María, en Maguncia.
- Ida (falleció en 1060): abadesa de Colonia y de Gandersheim (fundada en 852 por su antepasado, Liudolfo de Sajonia).

Matilde aparentemente falleció inesperadamente durante una visita al hermano de Ezzo, Germán, mientras que Ezzo se encontraba en Aquisgrán, en una reunión con la nobleza de Lorena. Fue enterrada en la abadía de Brauweiler.
Matilde fue la madre de la famosa Richeza de Lorena, reina de Polonia, y quien luego sería beatificada.